# 本多熊太郎

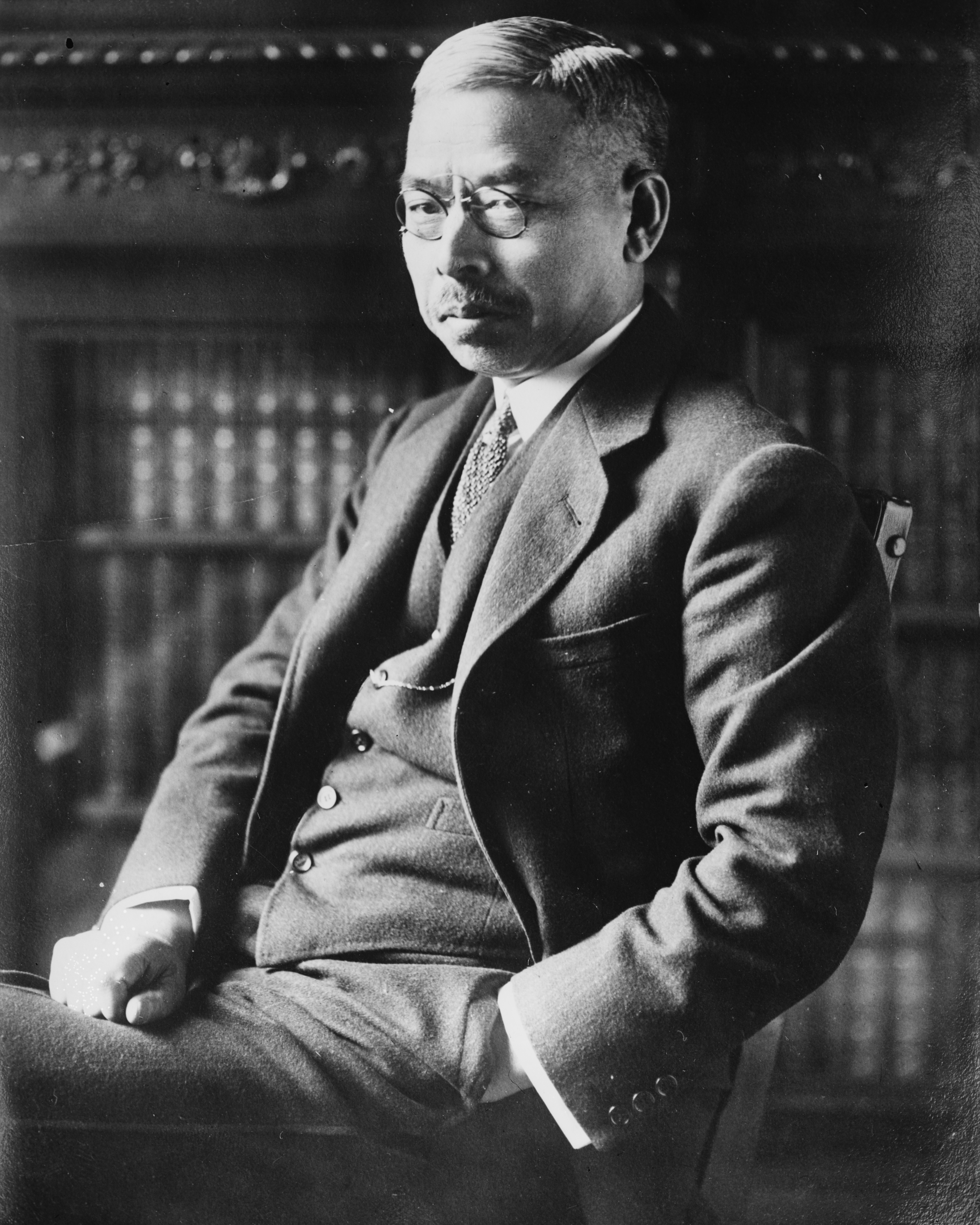
本多熊太郎

本多熊太郎（1874年12月8日—1948年12月18日）是一位日本外交官，東條內閣外交顾问，甲级战犯嫌疑人。

## 生平
1895年进入日本外務省，1901年担任小村寿太郎秘书官，随行参加日俄战争朴茨茅斯和约缔结。在後藤新平担任满铁总裁时，担任北京市公使馆二等书记官。1918年担任日本驻瑞士大使，1921年担任日本驻荷兰大使和奥地利大使，1924年担任日本驻德国大使。。1940年担任大日本帝国驻中华民国（汪精卫政权）大使。1944年担任東條內閣外交顾问。